# Michelle O'Neill
Michelle O'Neill, född 10 januari 1977 i Fermoy, är Nordirlands försteminister sedan 3 februari 2024 och en nordirländsk politiker. Hon är sedan 2018 vice ordförande för Sinn Féin.